# Geesthacht
Geesthacht er den største by i amtskredsen Lauenburg i delstaten Slesvig-Holsten i det nordlige Tyskland. Den ligger 30 km sydøst for Hamborgs centrum, på den nordlige bred af floden Elben, der danner grænse til delstaten Niedersachsen mod syd. Byen har et areal på 33,19 km² og 29.450 indbyggere (30. Sep. 2006). [kilde mangler]